# Orangescirula filipina
Orangescirula filipina är en spindeldjursart som beskrevs av Corpuz-Raros 1996. Orangescirula filipina ingår i släktet Orangescirula och familjen Cunaxidae. Inga underarter finns listade i Catalogue of Life.